# 天倫 (電影)
天倫是一部於1935年12月上映的由联华影业公司出品、费穆和罗明佑執導的电影。該電影曾在美國上映。該電影講述的是祖孫四代的故事。該電影的主題曲《天倫歌》出自黃自。

## 演員陣容
- 郑君里
- 陈燕燕
- 林楚楚
- 张译
- 黎灼灼